# Fujiwara no Kiyoko
Fujiwara no Kiyoko, född 1122, död 1182, var Japans kejsarinna 1130–1141, gift med kejsar Sutoku. 